# Caucus socialiste du Nouveau Parti démocratique
Le Caucus socialiste du Nouveau Parti démocratique (CS) (anglais : New Democratic Party Socialist Caucus) est un courant politique de sensibilité socialiste au sein du Nouveau Parti démocratique (NPD), l'un des principaux partis politiques du Canada. Créé en 1998 à Toronto, autour de personnalités tant politiques que syndicales telles que Barry Weisleder, Sean Cain, Jorge Hurtado et Joe Flexer, il considère que la ligne politique du NDP a évolué vers la droite et est trop proche du Parti libéral du Canada, l'un des grands partis politiques fédéraux canadiens. Proche des syndicats, il milite, entre autres, pour plus d'égalité économique et sociale, et la nationalisation des grandes industries canadiennes.
Il défend la légalisation du cannabis et soutient le mouvement pour la souveraineté du Québec. Il s'oppose à l'engagement du Canada au sein de l'OTAN et du NORAD.
Il se considère comme l'héritier de The Waffle, une faction de gauche apparue au sein du NDP dans les années 1960 et 1970, qui peut être considéré comme l'émanation canadienne du mouvement de la Nouvelle gauche aux États-Unis.
Le Caucus socialiste édite un journal interne du nom de Turn Left.

## Sources
- (en) Cet article est partiellement ou en totalité issu de l’article de Wikipédia en anglais intitulé « New Democratic Party Socialist Caucus » (voir la liste des auteurs).